# Instituto Multidisciplinar em Saúde da Universidade Federal da Bahia
O Instituto Multidisciplinar em Saúde da Universidade Federal da Bahia (IMS) é um dos campi avançados da UFBA no interior da Bahia, localizado no município de Vitória da Conquista, região sudoeste do estado. Foi fundado dia 18 de julho de 2005.
O IMS conta com 7 cursos de graduação:
- Biotecnologia
- Ciências Biológicas
- Enfermagem
- Farmácia
- Medicina
- Nutrição
- Psicologia

Além dos cursos de graduação, conta ainda com cursos de pós-graduação. O Programa Multicêntrico de Pós-Graduação em Ciências Fisiológicas, em níveis de Mestrado e Doutorado, apresentado pela Sociedade Brasileira de Fisiologia (SBFis) e que tem a UFBA - Campus Anísio Teixeira como um de seus centros, foi recomendado pela CAPES em julho de 2008 com conceito 4.